# Kościół Matki Bożej Różańcowej w Szklarskiej Porębie
Kościół Matki Bożej Różańcowej – rzymskokatolicki kościół filialny należący do parafii Bożego Ciała w Szklarskiej Porębie.

## Historia
Obecna, niewielka świątynia została zbudowana jako cmentarna około 1650 roku, ale później była wielokrotnie przebudowywana. Jest to pierwszy i najstarszy kościół katolicki w mieście. W XVIII wieku świątynia ta była użyczana protestantom na nabożeństwa, do czasu, aż zbudowali oni, dzięki pomocy katolików, swoją własną świątynię. Obecnie budowla jest remontowana.

## Wyposażenie
We wnętrzu zachował się drewniany, częściowo polichromowany ołtarz główny w stylu manierystycznym.

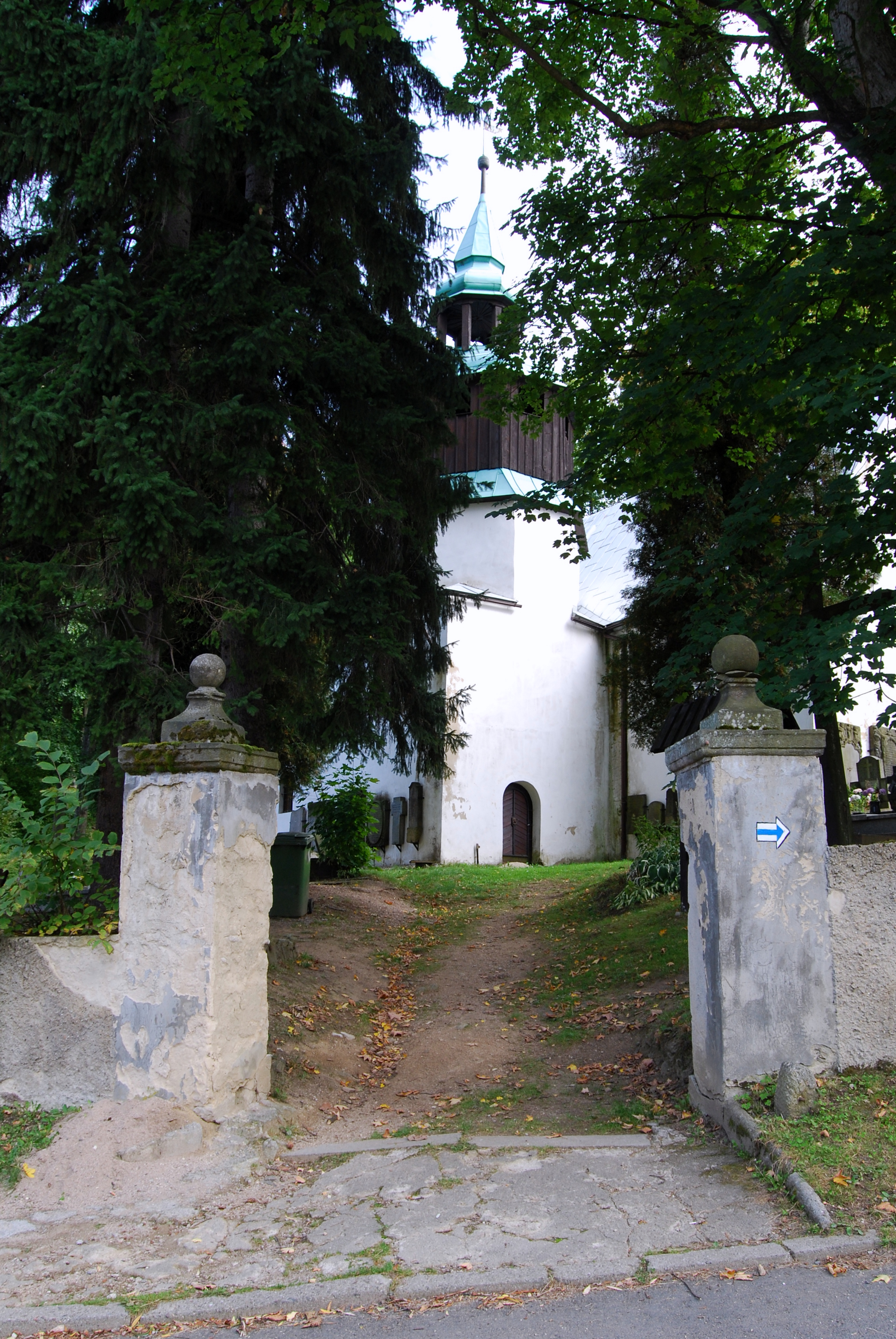
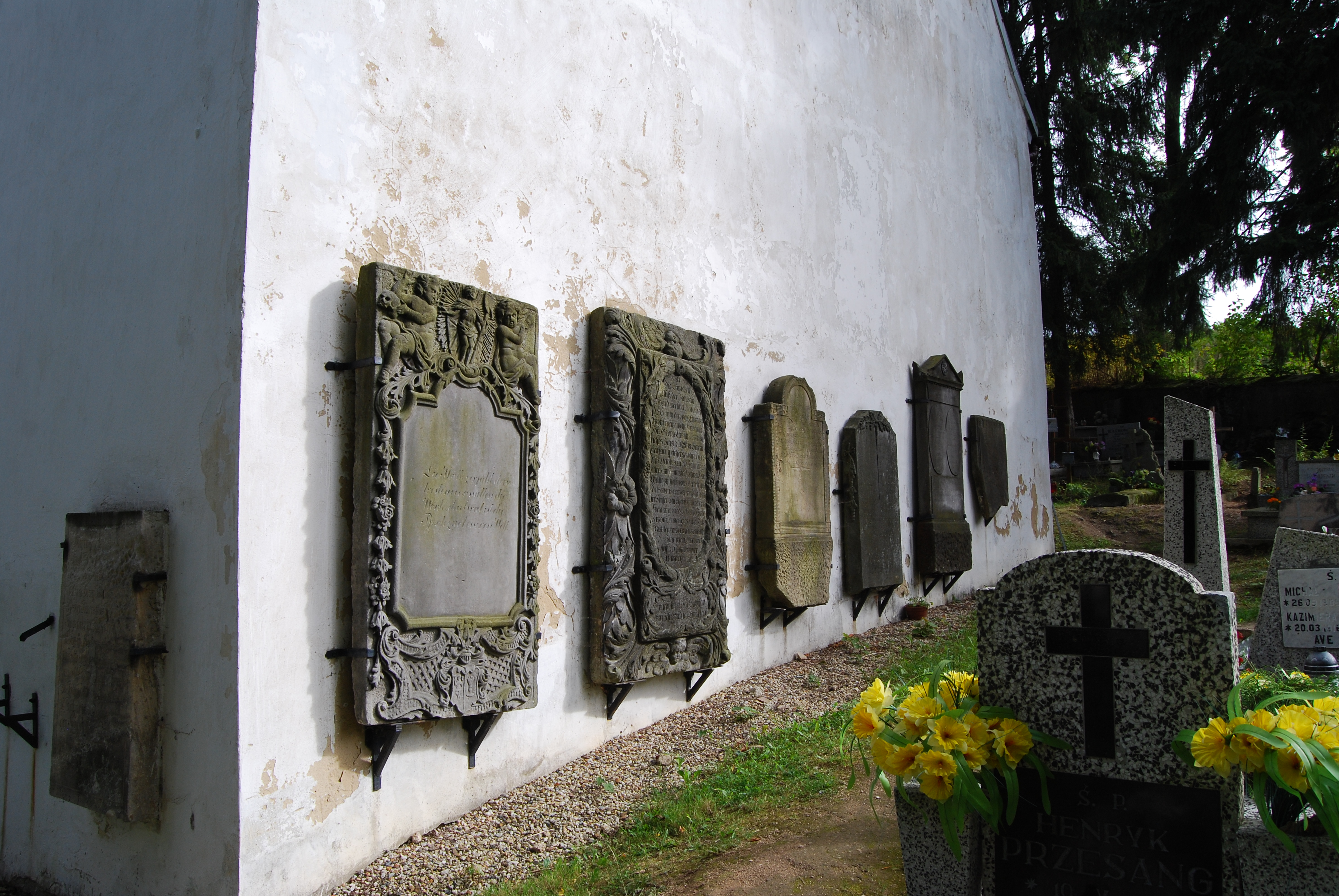
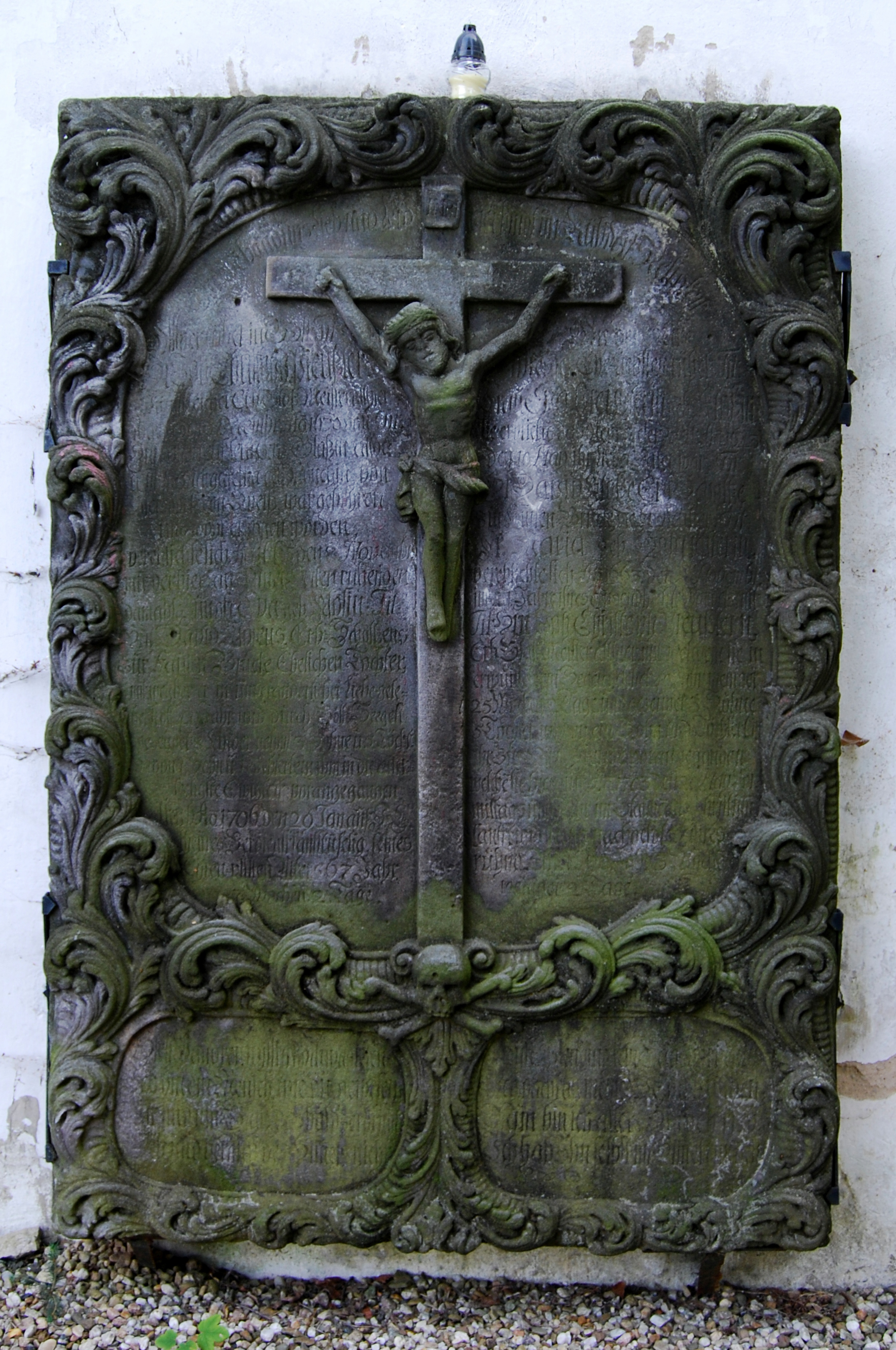